# 小行星33330
小行星33330（33330 Barèges）是一颗绕太阳运转的小行星，为火星轨道穿越小行星。该小行星于1998年9月16日发现。

## 轨道参数
小行星33330的轨道半长轴为2.1818139 UA，离心率为0.237。